# Anéis de Urano

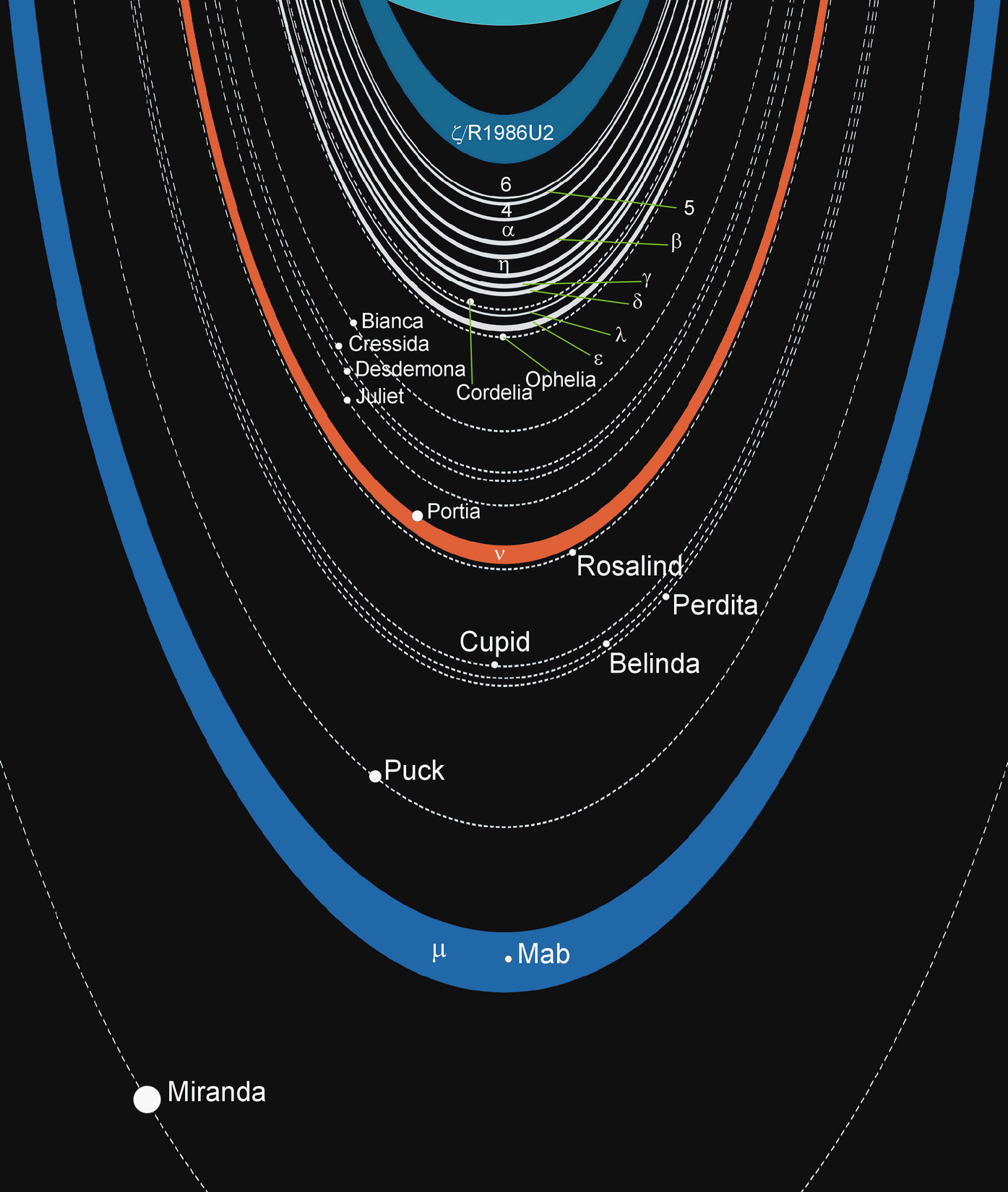
Esquema do sistema de anéis—satélites de Urano. As linhas contínuas indicam os anéis. As descontínuas, as órbitas dos seus satélites

Os anéis de Urano são um sistema de anéis planetários que rodeiam esse planeta. Têm uma complexidade intermédia entre os extensos anéis de Saturno e os sistemas mais simples que circundam Júpiter e Netuno. Foram descobertos em 10 de março de 1977 por James L. Elliot, Edward W. Dunham, e Douglas J. Mink. Há mais de 200 anos, William Herschel também anunciou a observação de anéis, mas os astrônomos modernos mostram-se cépticos frente ao fato de que realmente pudesse tê-los observado, pois são muito obscuros e fracos. Foram descobertos mais dois anéis em 1986, nas imagens tomadas pela sonda espacial Voyager 2, e em 2003–2005 foram encontrados outros dois anéis externos mediante fotografias do Telescópio Espacial Hubble.
Em 2009, eram conhecidos, no sistema de anéis de Urano, 13 anéis diferentes. Em ordem crescente de distância desde o planeta, designam-se com a notação 1986U2R/ζ, 6, 5, 4, α, β, η, γ, δ, λ, ε, ν e μ. Os seus raios oscilam entre os 38 000 km do anel 1986U2R/ζ aos 98 000 km do anel μ. Podem encontrar-se faixas de poeira fracas e arcos incompletos adicionais entre os anéis principais. Os anéis são extremamente obscuros — o albedo de Bond das partículas dos anéis não excede 2%. Provavelmente sejam compostos por água congelada com o aditamento de alguns compostos orgânicos obscuros processados pela radiação.
A maioria dos anéis de Urano tem poucos quilômetros de largura. O sistema de anéis contém, em geral, pouca poeira. Principalmente está composto por corpos grandes, de 0,2–20 m de diâmetro. Porém, alguns anéis são opticamente finos. Os anéis 1986U2R/ζ, μ e ν, de aparência larga e débil, estão formados por partículas de poeira, enquanto o anel λ, estreito e débil, também contém corpos de tamanho maior. A relativa carência de poeira no sistema de anéis é devida à resistência aerodinâmica da parte mais externa da exosfera de Urano— a coroa.
Acredita-se que os anéis de Urano são relativamente novos, de uma antiguidade não maior de 600 milhões de anos. Provavelmente originaram-se dos fragmentos da colisão de vários satélites que existiram em algum momento. Após a colisão ficaram decompostos em numerosas partículas que sobreviveram como anéis estreitos e opticamente densos em zonas estritamente confinadas de máxima estabilidade.
Ainda não se compreende bem o mecanismo pelo qual se confinam em anéis estreitos. A princípio assumia-se que cada anel estreito era pastoreado por um par de satélites próximos que lhe davam forma. Porém, em 1986 a Voyager 2 descobriu apenas um desses pares de satélites, Cordélia e Ofélia, sobre o anel mais brilhante (ε).

## Descoberta e exploração

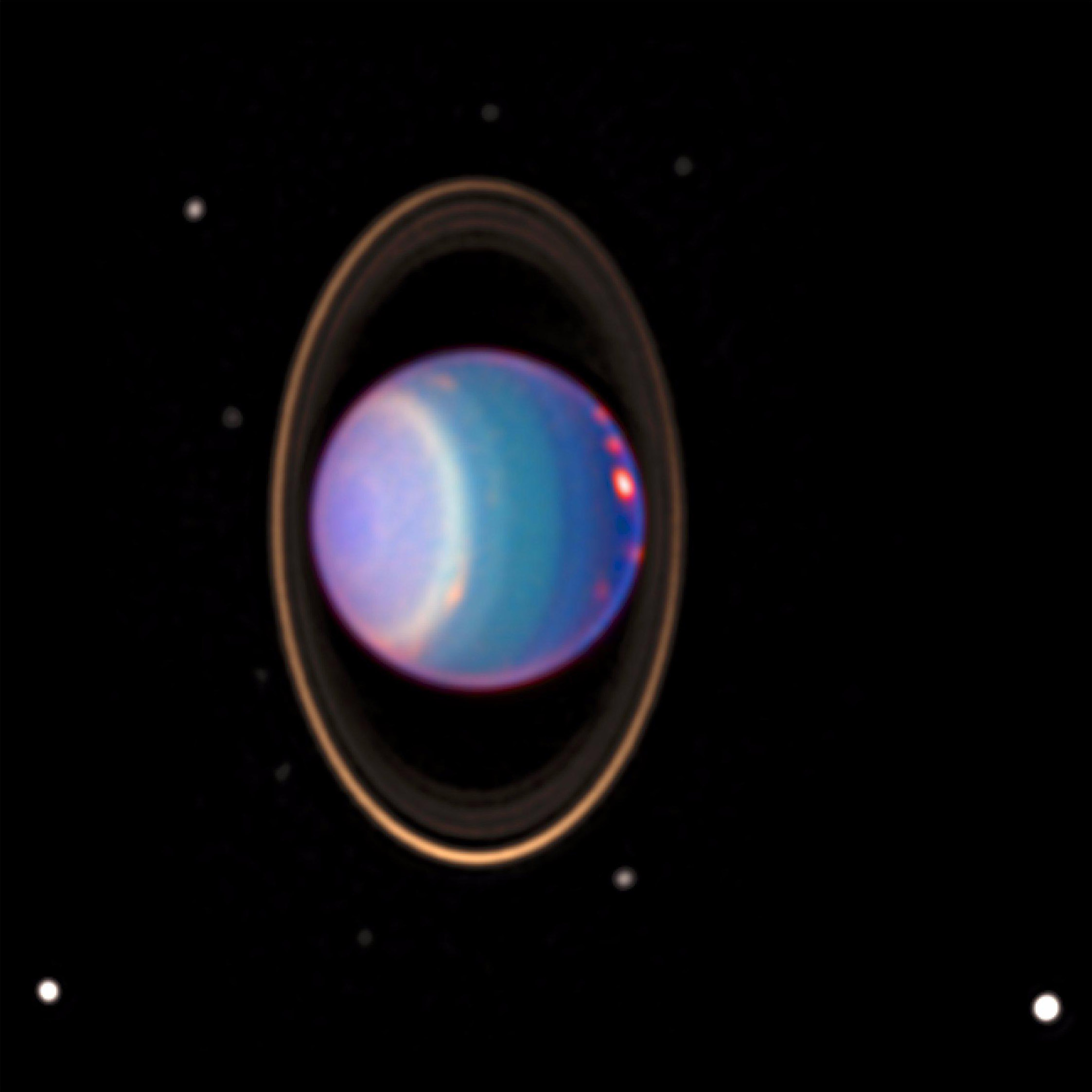
Imagem de Urano, dos seus anéis e de alguns dos seus satélites tomada pela Voyager 2

A primeira menção do sistema anular de Urano procede de notas de William Herschel que detalham as suas observações do planeta no século XVIII, que incluem o seguinte trecho: "22 de fevereiro de 1789: Suspeita-se da existência de um anel". Herschel desenhou um pequeno diagrama do anel e anotou que estava "um pouco virado para o vermelho". O telescópio Keck de Havai confirmou que, efetivamente, este é o caso, pelo menos para o anel ν. As notas de Herschel foram publicadas no Royal Society Journal em 1797. Porém, durante os dois séculos, entre 1797 e 1977, os anéis foram apenas mencionados, se é que o foram em absoluto. Isto suscita uma séria dúvida sobre se Herschel realmente viu qualquer coisa deste tipo, enquanto centenas de outros astrônomos não viram nada. Contudo, alguns ainda afirmam que Herschel realmente efetuou descrições rigorosas do tamanho relativo do anel ν (nu) com referência a Urano, as suas mudanças à medida que Urano descreve a sua órbita em redor do Sol, e a sua cor.

Animação sobre ocultação de estrela. (Clique na imagem)

A descoberta definitiva dos anéis de Urano foi efetuada pelos astrônomos James L. Elliot, Edward W. Dunham, e Douglas J. Mink em 10 de março de 1977 graças ao Kuiper Airborne Observatory, e foi casual. Planeavam usar a ocultação da estrela SAO 158687 por Urano para estudar a atmosfera do planeta. No entanto, quando analisaram as suas observações, encontraram que a estrela desaparecia brevemente da vista cinco vezes antes e após ser eclipsada pelo planeta. Desta observação, deduziram a presença de um sistema de anéis estreitos. Os cinco eventos de ocultação foram designados nas suas publicações com as letras gregas α, β, γ, δ e ε. Desde então são designados assim. Posteriormente encontraram alguns mais: Um deles entre os anéis β e γ, e três no interior do anel α. Ao primeiro deu-lhe o nome de anel η. Os últimos receberam o nome de 4, 5 e 6 —de acordo com a numeração de eventos de ocultação descritos numa publicação. O sistema anular de Urano foi o segundo em ser descoberto no sistema Solar após o de Saturno.
Os anéis foram investigados a fundo durante o sobrevoo de Urano pela sonda espacial Voyager 2 em janeiro de 1986. Dois novos anéis brilhantes, λ e 1986U2R, foram descobertos elevando o número total dos conhecidos então a 11. Estudaram-se os anéis analisando os resultados de ocultações ópticas, de raio e ultravioleta. A Voyager 2 observou os anéis em diferentes geometrias com referência ao Sol, produzindo imagens com iluminação frontal, traseira e lateral. A análise destas imagens permitiu a derivação da função de fase e do albedo geométrico e ligado das partículas anulares. Resolveram-se dois anéis, o ε e o η, que revelaram uma complicada e fina estrutura. A análise das imagens da Voyager também levaram à descoberta de 10 satélites interiores de Urano, incluindo os dois satélites pastores do anel ε, Cordélia e Ofélia.
O Telescópio Espacial Hubble detectou um par de anéis adicionais não observados antes entre 2003–2005, elevando o seu número a 13. A descoberta destes anéis exteriores dobrou o comprimento conhecido do raio deste sistema de anéis. O Hubble também tomou pela primeira vez imagens de dois pequenos satélites, um dos quais, Mab, compartilha a sua órbita com o anel mais externo recentemente descoberto.

## Propriedades gerais

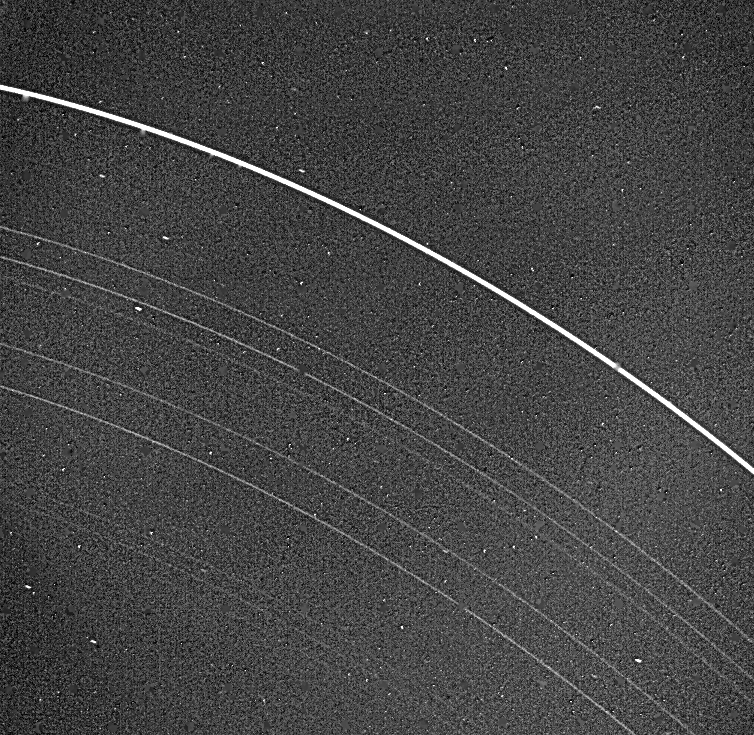
Anéis interiores de Urano. O anel externo brilhante é o épsilon. Podem-se observar outros oito anéis

Até o presente momento, constatou-se que o sistema anular de Urano é formado por treze anéis diferentes. Em ordem crescente de distância desde o planeta, são: 1986U2R/ζ (zeta), 6, 5, 4, α, β, η, γ, δ, λ, ε, ν e μ. Podem ser divididos em três grupos: nove anéis estreitos principais (6, 5, 4, α, β, η, γ, δ, ε), dois anéis de poeira (1986U2R/ζ, λ) e dois exteriores (μ, ν). Os anéis de Urano compõem-se principalmente de partículas macroscópicas e alguma poeira, embora se constate a sua presença nos anéis 1986U2R/ζ, η, δ, λ, ν e μ. Além destes anéis bem conhecidos, poderiam existir numerosas faixas de poeira opticamente finas e anéis muito fracos entre elas. Estes anéis e as faixas de poeira existiriam somente temporariamente ou consistem num número de arcos separados, que se detectam ocasionalmente durante eventos de ocultação. Alguns deles revelaram-se durante a mudança de plano dos anéis vistos a partir da Terra, que aconteceu em 2007. A aparência dos anéis varia em função da geometria de iluminação dos mesmos. A Voyager 2 observou faixas de poeira quando os anéis estavam iluminados frontalmente. Todos os anéis mostraram variações no brilho azimutal.
Os anéis são compostos por um material extremamente escuro. O albedo geométrico das partículas do anel não excede 5–6%, enquanto o albedo de Bond é até mesmo menor, aproximadamente 2%. As partículas dos anéis mostraram um forte e súbito aumento na oposição quando o ângulo de fase é próximo a zero. Isto significa que o seu albedo é muito mais baixo que se observa ligeiramente fora da oposição. Os anéis são ligeiramente avermelhados nas partes ultravioleta e visível do espectro e acinzentados no infravermelho próximo. Não mostram traços espectrais identificáveis. A composição química das partículas dos anéis é desconhecida. Porém, não podem ser de água pura congelada, como os anéis de Saturno, porque são obscuras demais, até mesmo mais do que os satélites de Urano. Isto indica que provavelmente sejam compostos por uma mistura de gelo e material escuro. A natureza deste material não fica clara, mas poderiam ser compostos orgânicos consideravelmente obscurecidos pela irradiação de partículas carregadas procedentes da magnetosfera de Urano. Neste sentido poderiam ser um material fortemente processado que inicialmente seria similar ao das luas interiores.
Globalmente, o sistema de anéis de Urano é diferente dos sistemas anulares de Júpiter e Saturno, no qual algum dos seus anéis é composto por materiais muito brilhantes—gelo de água. Porém, observam-se algumas similaridades com este último. O anel F de Saturno e o anel ε são ambos  estreitos, relativamente obscuros e estão "pastoreados" por um par de satélites. Os anéis externos de Urano, recentemente descobertos, são parecidos aos anéis externos G e E de Saturno. Os pequenos anéis que existem nos anéis largos de Saturno também se assemelham aos anéis estreitos de Urano. Adicionalmente, as faixas de poeira que se observam entre os anéis principais de Urano seriam similares aos anéis de Júpiter. Em contraste, o sistema anular de Netuno é bastante similar ao de Urano, embora seja menos complexo, é mais obscuro e contém mais poeira. Os anéis de Netuno localizam-se também mais longe do seu planeta.
Cientistas determinaram a temperatura dos anéis em 77 Kelvin. Essas observações afirmam que o anel mais brilhante e mais denso de Urano, chamado anel épsilon, contrasta com os outros sistemas de anéis conhecidos, particularmente os anéis do Saturno.

## Anéis estreitos principais

### Anel ε

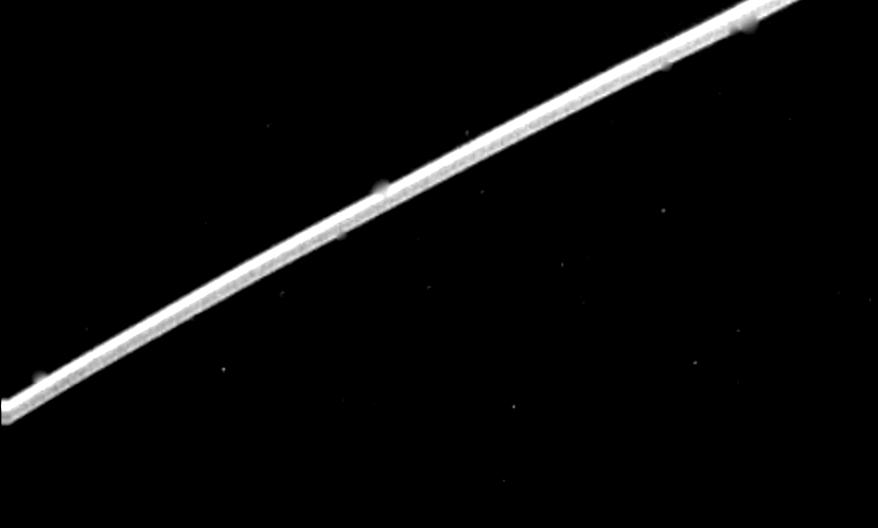
Aproximação ao anel ε de Urano

O anel ε é o mais brilhante e denso de todo o sistema, e é responsável por aproximadamente dois terços da luz refletida pelos anéis. Embora seja o mais excêntrico dos anéis de Urano, tem uma inclinação orbital desprezível. A excentricidade do anel produz uma variação do seu brilho durante a sua órbita. O brilho integrado do anel ε é maior perto da apoápside e menor quando está próximo da periápside. A razão do máximo ao mínimo valor do brilho é de aproximadamente 2,5–3,0. Estas variações estão ligadas às variações na largura do anel que é de 19,7 km em periápside e 96,4 km em apoápside. À medida que o anel se alonga, a quantidade de sombra entre as partículas torna-se menor e cada vez mais delas se tornam visíveis, o que produz um aumento do brilho integrado. As variações na largura foram medidas diretamente a partir de imagens do Voyager 2, pois o anel ε foi um dos dois únicos anéis resolvidos opticamente pelas câmaras do Voyager. Tal comportamento indica que o anel não é opticamente estreito. De fato, as observações de ocultação dirigidas desde terra e a sonda espacial mostraram que a sua profundidade óptica normal varia entre 0,5 e 2,5, sendo maior perto do periápside. A profundidade equivalente do anel ε é de cerca de 47 km e é invariante durante toda a órbita.

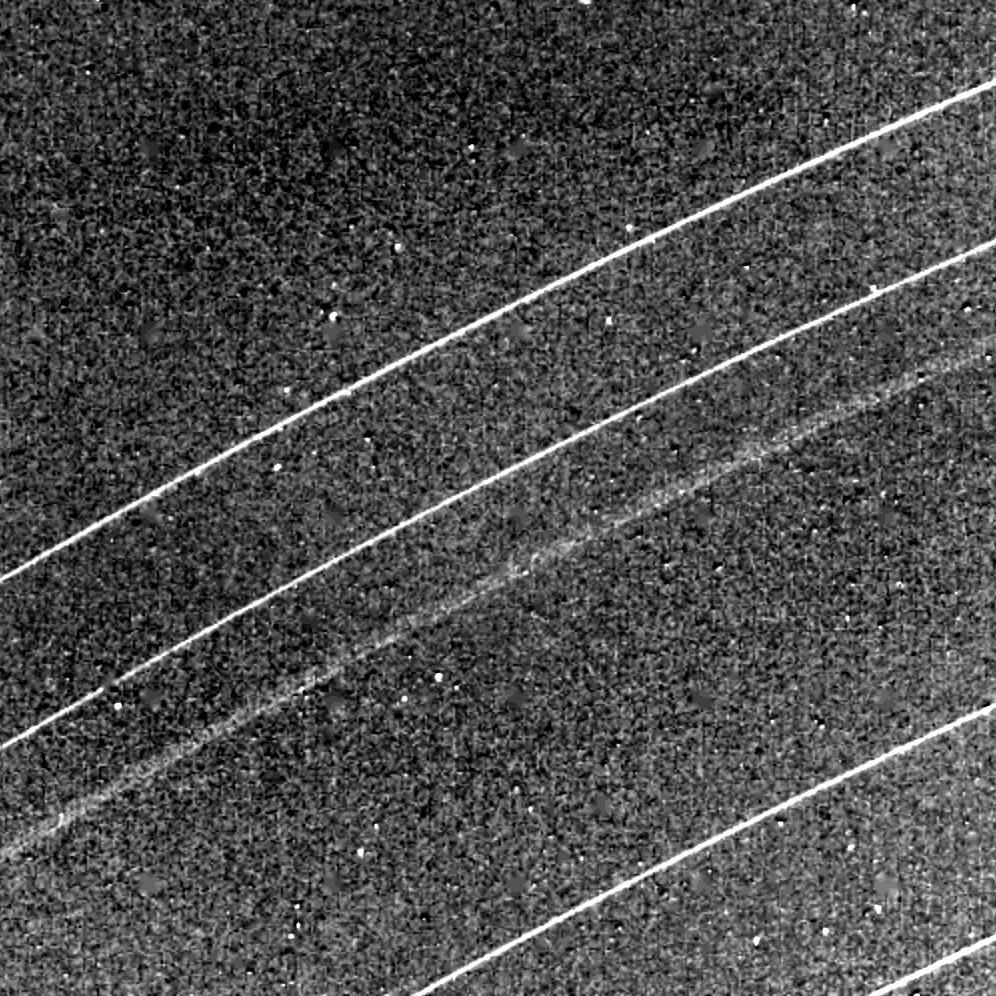
Aproximação dos anéis (de em cima a embaixo) δ, γ, η, β e α de Urano. O anel η mostra o componente largo opticamente estreito

A espessura geométrica do anel ε não se conhece com precisão, embora o anel seja com certeza muito estreito —150 m para algumas estimações. Apesar desta pouca espessura, é composto por várias camadas de partículas. O anel ε é um lugar muito povoado, com um coeficiente de ocupação perto da apoápsise estimado por diferentes fontes entre 0,008 a 0,06. O tamanho médio das partículas do anel é de 0,2–20,0 m, e a separação média é de 4,5 vezes o seu raio. O anel praticamente carece de poeira, possivelmente devido à resistência aerodinâmica da extensão da coroa atmosférica de Urano. Devido à espessura mínima da sua constituição, o anel ε desaparece quando se vê de canto. Isto aconteceu em 2007 quando ocorreu uma mudança de plano do anel.
A Voyager 2 observou um estranho sinal procedente do anel durante um experimento de ocultação de raio. O sinal pareceu ser uma forte intensificação da luz refletida em iluminação frontal no comprimento de onda de 3,6 cm perto da apoápside do anel. Um acréscimo tão forte precisa da existência de uma estrutura coerente. Esta circunstância foi confirmada por muitas observações de ocultação. O anel ε parece constar de alguns subanéis estreitos e opticamente densos, alguns dos quais têm arcos incompletos.
O anel ε é conhecido por ter, interior e exteriormente, dois satélites pastores, Cordélia e Ofélia, respectivamente. A beira interior do anel está numa ressonância orbital de 24:25 com Cordélia, e a beira exterior mostra uma ressonância de 14:13 com Ofélia. As massas dos satélites precisam ser no mínimo três vezes a massa do anel para os confinar eficazmente. A massa do anel ε estima-se em cerca de 1016 kg.

### Anel δ

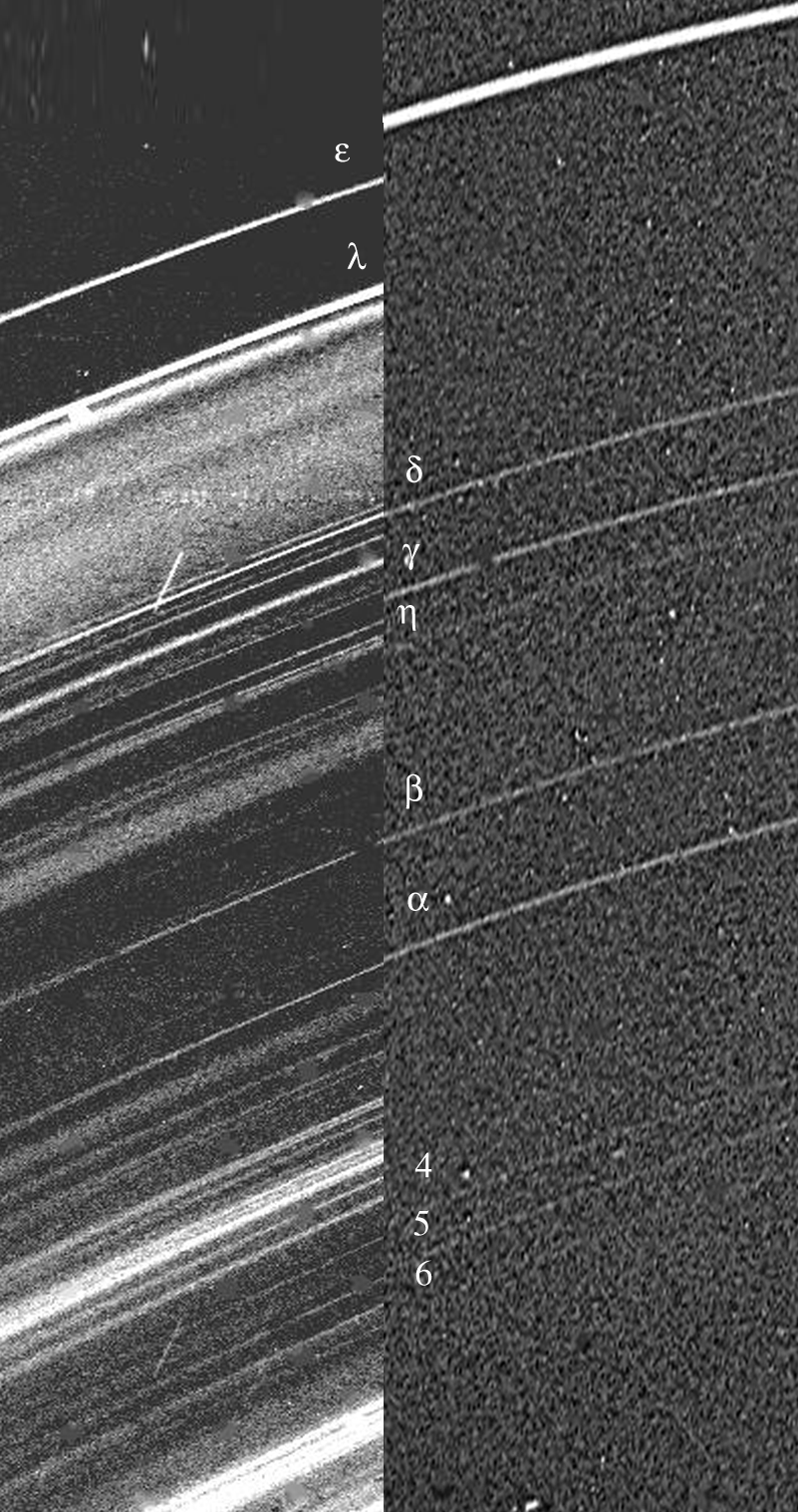
Comparação dos anéis de Urano mediante luz dispersada para adiante e retrodispersada. (Imagens obtidas pela Voyager 2 em 1986)

O anel δ é circular e ligeiramente inclinado. Mostra variações azimutais não explicadas na profundidade e largura ópticas normais. Uma possível explicação seria que o anel tem uma estrutura azimutal em forma de onda, excitada por um pequeno satélite que fica justo no seu interior. A beira externa afiada do anel δ é numa ressonância de 23h22 com Cordélia. Este anel consta de dois componentes: um componente estreito opticamente denso e um largo ombro interno com uma baixa profundidade óptica. A largura do componente estreito é de 4,1–6,1 km e a profundidade equivalente é de 2,2 km, que corresponde a uma profundidade óptica normal de 0,3–0,6. O componente largo do anel é de cerca de 10–12 km de largura e a sua profundidade equivalente fica perto de 0,3 km, indicando uma profundidade óptica normal de 0,03. Isto sabe-se somente partindo dos dados sobre ocultação, pois a equipa de tomada de imagens da Voyager 2 não pôde resolver o anel δ. Quando se observou em iluminação frontal pela Voyager 2, o anel δ aparecia relativamente brilhante, o qual é compatível com a presença de poeira no seu componente largo. Este é geometricamente mais espesso que o componente estreito. Isto é provado pelas observações da mudança do plano dos anéis em 2007, quando o anel δ incrementou o seu brilho, o qual é consistente com o comportamento de um anel que é ao mesmo tempo geometricamente espesso e opticamente estreito.

### Anel γ
O anel γ é estreito, opticamente denso e ligeiramente excêntrico. A sua inclinação orbital é praticamente zero. A largura do anel varia dentro da categoria dos 3,6–4,7 km, embora a profundidade óptica equivalente seja constante em 3,3 km. A profundidade óptica normal do anel γ é 0,7–0,9. Durante a mudança de plano do sistema de anéis em 2007 o anel γ desapareceu, o que significa que é geometricamente estreito, como o anel ε, e carente de poeira. A largura e profundidade óptica normais do anel γ mostram variações azimutais significativas. O mecanismo de confinamento de um anel tão estreito é desconhecido, mas observou-se que a beira interna afiada está numa ressonância de 6:5 com Ofélia.

### Anel η
O anel η tem uma excentricidade e inclinação orbitais nulas. Como o anel δ, consta de dois componentes: um componente estreito opticamente denso e um ombro exterior largo com baixa profundidade óptica. A largura do componente estreito é de 1,9–2,7 km e a profundidade equivalente é de 0,42 km, o qual corresponde com a profundidade normal de 0,16–0,25. O componente largo é de 40 km de largura e a sua profundidade equivalente é próxima a 0,85 km, o qual indica uma baixa profundidade óptica normal, de 0,02. Foi resolvido nas imagens do Voyager 2. Com iluminação frontal, o anel η aparecia brilhante, o que indicava a presença de uma considerável quantidade de poeira neste anel, provavelmente no componente largo. Este componente é geometricamente mais espesso que o estreito. Esta conclusão foi demonstrada na mudança de plano dos anéis em 2007, no qual o anel η mostrou um acréscimo do brilho, sendo o segundo rasgo mais brilhante do sistema anular. Isto é consistente com o comportamento de um anel geometricamente espesso e ao mesmo tempo opticamente fino. Como a maioria dos demais anéis, mostra variações azimutais significativas com a profundidade e largura óptica normais. O componente estreito até mesmo desaparece em alguns lugares.

### Aneis α e β
Após o anel ε, os anéis α e β são os mais brilhantes entre os anéis de Urano. Como o anel ε mostra variações regulares em brilho e largura. São mais brilhantes e largos a 30° a partir da apoápside e tênues e estreitos a 30° da periápside. Os anéis α e β têm uma excentricidade orbital medível e uma inclinação de certa consideração. As larguras destes anéis são 4,8–10 km e 6,1–11,4 km, respectivamente. As profundidades ópticas equivalentes são de 3,29 km e 2,14 km, o qual produz umas profundidades ópticas normais de 0,3–0,7 e 0,2–0,35, respectivamente. Durante a mudança do plano do sistema anular em 2007 os anéis desapareceram, o que indica que são geometricamente estreitos, como o anel ε, e carentes de poeira. Porém, o mesmo evento revelou uma faixa larga e opticamente estreita justo fora do anel β, que já fora observada anteriormente pela Voyager 2. As massas de ambos os anéis foram estimadas em 5 x 1015 kg (ambos), a metade da massa do anel ε.

### Anéis 6, 5 e 4
Os anéis 6, 5 e 4 são os mais internos e tênues dentre os anéis estreitos de Urano. São os mais inclinados, e as suas excentricidades orbitais excedem com acréscimos a do anel ε. De fato, as suas inclinações (0,06°, 0,05° e 0,03°) foram grandes bastante para que o Voyager 2 observasse a sua elevação sobre o plano equatorial de Urano, que foi de 24–46 km. Os anéis 6, 5 e 4 também são os anéis mais estreitos de Urano, medindo 1,6–2,2 km, 1,9–4,9 km e 2,4–4,4 km de largo, respectivamente. as suas profundidades equivalentes são de 0,41 km, 0,91 e 0,71 km o que produz uma profundidade óptica normal de 0,18–0,25, 0,18–0,48 e 0,16–0,3. Não foram visíveis durante a mudança de plano dos anéis em 2007 devido à sua estreiteza e carência de poeira.

## Anéis de poeira

### Anel λ

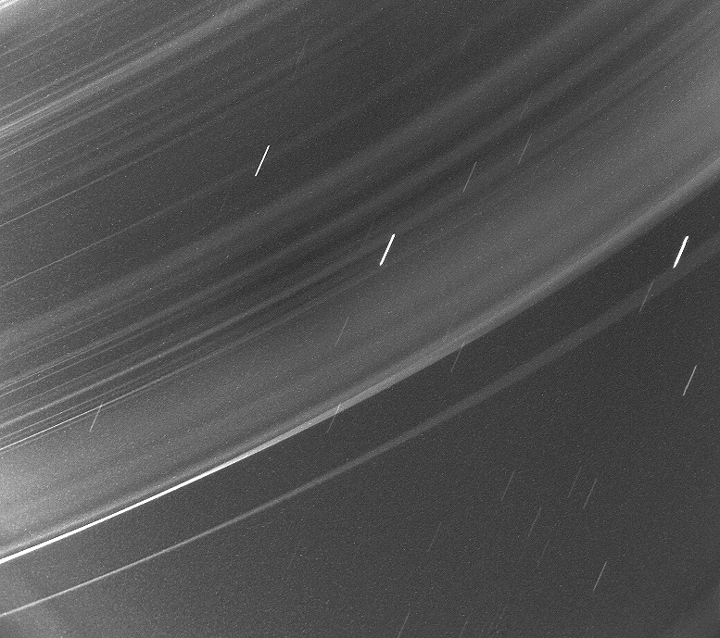
Uma imagem de longa exposição, tomada com um ângulo de fase elevado pela Voyager 2 dos anéis interiores. Com a técnica de Dispersão para Diante, podem ver-se linhas de poeira não visíveis em outras imagens, além dos assinalados anéis. Para ver uma recriação informática desta imagem, consultar aqui.

O anel λ foi um dos descobertos pela Voyager 2 em 1986. É um anel estreito e brilhante localizado no interior do anel ε entre este e o satélite Cordélia. Este satélite vai na realidade limpando uma pista obscura dentro do anel λ. Quando se vê em iluminação traseira, o anel λ é extremamente estreito; aproximadamente 1–2 km— e tem uma profundidade óptica equivalente de 0,1–0,2 km à comprimento de onda de 2,2 μm. A profundidade óptica normal é de 0,1–0,2. A profundidade óptica do anel λ mostra uma forte dependência de comprimento de onda, o que é atípico dentro do sistema anular de Urano. A profundidade equivalente é tão grande quanto 0,36 km na parte ultravioleta do espectro, o que explica porquê o anel λ foi inicialmente detectado em ocultações estelares sob ultravioleta pelo Voyager 2. A detecção durante a ocultação estelar no comprimento de onda de 2,2 μm foi unicamente anunciada em 1996.
A aparência do anel λ mudou drasticamente quando se observou em iluminação frontal em 1986. Sob esta geometria o anel torna-se o rasgo mais brilhante do sistema anular de Urano, mais do que o anel ε. Esta observação, com a dependência de comprimento de onda da profundidade óptica, indica que o anel λ contém quantidades significativas de poeira de tamanho micrométrico. A profundidade óptica normal desta poeira é 10−4–10−3. As observações levadas a cabo em 2007 pelo telescópio Keck durante a mudança de plano dos anéis confirmaram esta conclusão, porque o anel λ tornou-se num dos elementos mais brilhantes do seu sistema anular.
A análise detalhada das imagens do Voyager 2 revelaram variações azimutais no brilho do anel λ. As variações parecem ser periódicas, lembrando uma onda estacionária. A origem desta estrutura fina no anel λ continua sendo um mistério.

### Anel 1986U2R / ζ

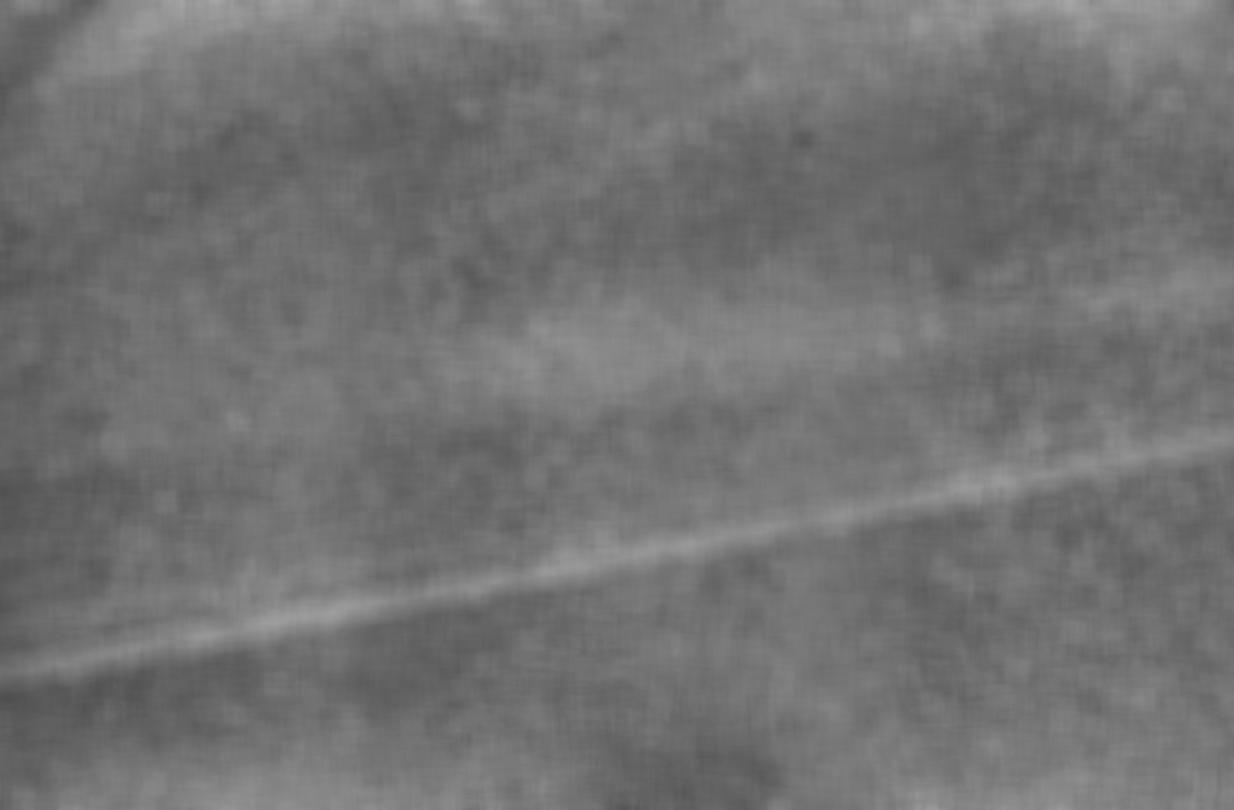
Imagem da descoberta do anel 1986U2R

Em 1986, a Voyager 2 detectou uma lâmina de material largo e brilhante no interior do anel 6. Este anel foi designado temporalmente como 1986U2R. Tinha uma profundidade óptica normal de 10−3 ou menos e era extremamente brilhante. De fato, foi visível com uma única imagem da Voyager 2. O anel localizava-se entre 37 000 e 39 500 km do centro de Urano, ou somente 12 000 km sobre as nuvens. Não foi observado novamente até 2003–2004, quando o telescópio Keck encontrou uma lâmina larga e brilhante de material justo dentro do anel 6. Este anel foi rebatizado como anel ζ. No entanto, a posição do recuperado anel ζ difere significativamente da observada em 1986. Agora fica entre 37 850 e 41 350 km do centro do planeta. Há uma extensão para o interior que vai desaparecendo gradualmente até os 32 600 km.
O anel ζ observou-se novamente durante o evento de mudança de plano dos anéis em 2007, que se tornou no elemento mais brilhante do sistema anular, brilhando mais que todos os outros juntos. A profundidade óptica equivalente deste anel é de perto de 1 km (0,6 km para a extensão interior), enquanto a profundidade óptica normal novamente é de menos de 10−3. As aparências tão diferentes dos anéis 1986U2R e ζ podem estar produzidas por diferentes geometrias de iluminação: a geometria retroiluminada de 2003–2007 e a geometria de iluminação lateral de 1986. Porém, não podem ser descartadas como causa as mudanças dos passados 20 anos na distribuição do poeira, que se acredita que predominam no anel.

### Outras faixas de poeira
Para além dos anéis 1986U2R/ζ e λ, existem outras faixas de poeira extremamente brilhantes no sistema anular de Urano. Tornam-se invisíveis nas ocultações porque têm uma profundidade óptica desprezível, embora sejam brilhantes em iluminação frontal. As imagens da Voyager 2 desta geometria revelaram a existência de faixas de poeira brilhantes entre os anéis λ e δ, entre os anéis η e β, e entre os anéis α e 4. Muitas destas faixas foram detectadas novamente em 2003–2004 pelo Telescópio Keck e no decurso da mudança de plano dos anéis de 2007 até mesmo em iluminação traseira, mas as suas localizações precisas e o seu brilho relativo foram diferentes que durante as observações da Voyager. A profundidade óptica normal das faixas de poeira eram de 10−5 ou menos. Pensa-se que a distribuição do tamanho de partícula segue uma lei potencial T com o coeficiente p = 2,5 ± 0,5.

## Sistema anular exterior

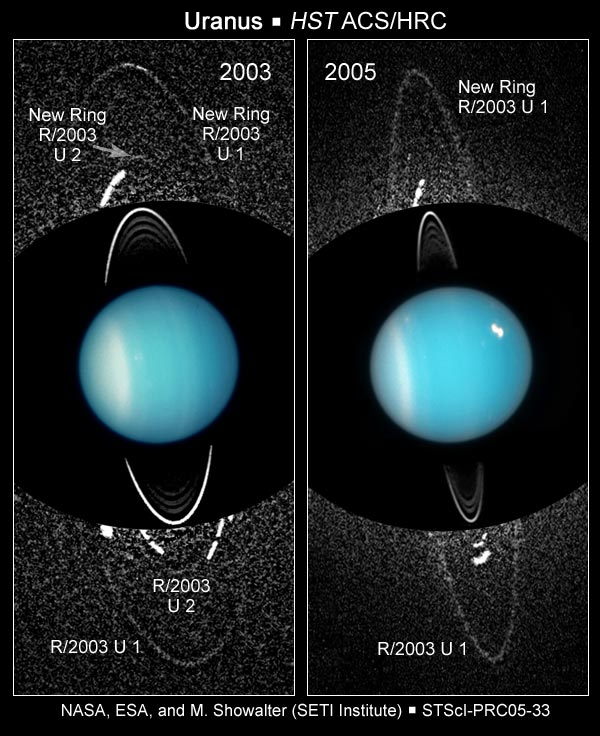
Os anéis μ e ν de Urano (R/2003 U1 e U2) no Telescópio espacial Hubble, 2005

Em 2003–2005, o Telescópio Espacial Hubble detectou um par de anéis previamente desconhecidos, que agora se conhecem como sistema anular exterior, que elevaram o número de anéis conhecidos de Urano até 13. Estes anéis foram posteriormente batizados como anéis μ e ν. O anel μ é o mais externo dos dois, e fica duas vezes mais longe do planeta que o brilhante anel η. Os anéis externos diferem dos anéis estreitos interno em várias coisas: São largos, 17 000 e 3 800 km de largo respectivamente, e muito fracos. As suas profundidades ópticas normais são de 8,5 × 10−6 e 5,4 × 10−6, respectivamente. As profundidades ópticas equivalentes resultantes são 0,14 km e 0,012 km. Os anéis têm perfis de brilho radial triangular.
O pico de brilho do anel μ entra quase exatamente dentro da órbita do pequeno satélite de Urano Mab, que provavelmente é a fonte das partículas do anel. O anel ν fica entre os satélites Pórcia e Rosalinda e não contém qualquer satélite no seu interior. Uma nova análise das imagens da Voyager 2 de iluminação frontal revela claramente os anéis μ e ν. Nesta geometria, os anéis são muito mais brilhantes, o que indica que contêm partículas de poeira de tamanho micrométrico. Os anéis externos de Urano podem ser similares aos anéis. O anel G também carece de qualquer fonte observável de corpos, enquanto o anel E é extremamente largo e recebe poeira de Encélado.
O anel μ poderia ser composto completamente de poeira, sem qualquer partícula grande. Esta hipótese parece apoiar-se em observações do telescópio Keck, que não pôde detectar o anel μ no infravermelho próximo a 2,2 μm, mas detectou o anel ν. Esta falta de detecção significa que o anel μ é de cor azul, o que pela sua vez significa que a poeira muito pequena (micrométrico) predomina no seu interior. A poeira poderia ser de gelo de água. Pelo contrário, o anel ν é de cor ligeiramente avermelhada.

## Dinâmica e origem

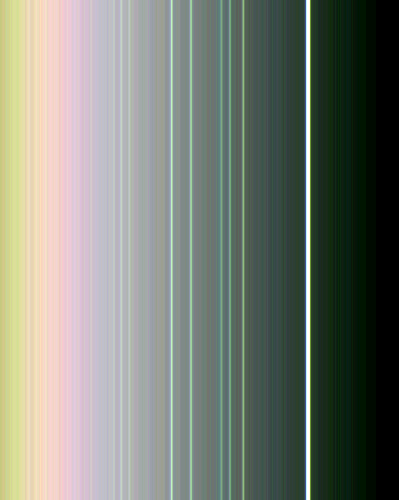
Um esquema com cor intensificada dos anéis interiores derivado das imagens do Voyager 2

Um problema destacado na física que governa os anéis estreitos de Urano é o seu confinamento. Sem um mecanismo para manter juntas as suas partículas, os anéis dispersar-se-iam cedo de jeito radial. O tempo de vida dos anéis de Urano sem este mecanismo não poderia ser maior de um milhão de anos. O modelo mais amplamente citado para este confinamento, proposto inicialmente por Goldreich e Tremaine, consiste em que um par de satélites pastores próximos, interno e externo, agem gravitacionalmente com o anel e também como sumidouros e doadores de momento angular, por excesso e por defeito respectivamente. Os satélites mantêm assim as partículas do anel no seu lugar, mas ao mesmo tempo vão-se separando do anel. Para serem eficazes, as massas de ambos devem exceder a do anel por um fator de ao menos dois ou três. Este mecanismo é o que opera pelo menos no caso do anel ε, no qual Cordélia e Ofélia servem como pastores. Cordélia é também o pastor exterior do anel δ, e Ofélia é o pastor exterior do anel γ. Porém, não se conhece qualquer satélite maior de 10 km na vizinhança de outros anéis. A distância atual de Cordélia e Ofélia do anel ε pode ser usada para estimar a idade do mesmo. Os cálculos mostram que o anel ε não pode ter mais de 600 milhões de anos.
Como os anéis de Urano parecem ser novos, devem ser continuamente renovados por fragmentação por colisões de corpos maiores. As estimações mostram que o tempo de vida contra a disrupção por colisão de um satélite com o tamanho de Puck é de poucos milhares de milhões de anos. O tempo de vida de um satélite menor é muito mais curto. Portanto, todas as luas internas e anéis atuais devem ser produto da disrupção de vários satélites do tamanho de Puck durante os últimos 4 500 milhões de anos. Cada uma destas disrupções teria começado uma cascada de colisões que depressa desagregaram os corpos grandes em partículas muito menores, incluindo poeira. Eventualmente a maioria da massa perder-se-ia, e as partículas sobreviriam apenas nas posições em que seriam estabilizadas por ressonância e pastoreio. O produto final desta evolução disruptiva seria um sistema de anéis estreitos. Porém, alguns satélites menores ainda ficariam dentro dos anéis no presente. O tamanho máximo de tais satélites seria provavelmente de cerca de 10 km.
A origem das faixas de poeira é menos problemática. A poeira tem um período de vida muito curto, de 100– mil anos, e deve ser continuamente reposto por colisões entre partículas maiores, pequenos satélites e meteoroides externos ao sistema de Urano. Os cinturões de satélites menores doadores e as partículas são invisíveis devido à sua baixa profundidade óptica, enquanto a poeira se mostra em iluminação frontal. Espera-se que os anéis principais estreitos e os cinturões de satélites menores que criaram as faixas de poeira diferem em tamanho de partícula e distribuição. Os anéis principais o integram corpos de tamanho dentre um centímetro e um metro. Tal distribuição incrementa a área da superfície do material dos anéis, conduzindo para uma elevada densidade óptica em iluminação traseira. Pelo contrário, as faixas de poeira têm relativamente poucas partículas de grande tamanho, o que produz uma profundidade óptica menor.

## Lista de propriedades
Esta tabela resume as propriedades do sistema anular de Urano.
| Nome    | Raio-(km)      | Largura (km) | Prof. Eq. (km) | Prof Opt.N | Espessor (m) | Ecc.       | Incl.(°) | Notas                                                  |
| ζc      | 32 000–37 850  | 3 500        | 0,6            | ~ 10−4     | ?            | ?          | ?        | Extensão interna do anel ζ                             |
| 1986U2R | 37 000–39 500  | 2 500        | ?              | < 10−3     | ?            | ?          | ?        | Anel brilhante de poeira                               |
| ζ       | 37 850–41 350  | 3 500        | 1              | < 10−3     | ?            | ?          | ?        |                                                        |
| 6       | 41 837         | 1,6–2,2      | 0,41           | 0,18–0,25  | ?            | 1,0 × 10−3 | 0,062    |                                                        |
| 5       | 42 234         | 1,9–4,9      | 0,91           | 0,18–0,48  | ?            | 1,9 × 10−3 | 0,054    |                                                        |
| 4       | 42 570         | 2,4–4,4      | 0,71           | 0,16–0,30  | ?            | 1,1 × 10−3 | 0,032    |                                                        |
| α       | 44 718         | 4,8–10,0     | 3,39           | 0,3–0,7    | ?            | 0,8 × 10−3 | 0,015    |                                                        |
| ηc      | 47 176         | 40           | 0,85           | 2 × 10−2   | ?            | 0          | 0,001    | Componente largo externo do anel η                     |
| γ       | 47 627         | 3,6–4,7      | 3,3            | 0,7–0,9    | 150?         | 0,1 × 10−3 | 0,002    |                                                        |
| δc      | 48 300         | 10–12        | 0,3            | 3 × 10−2   | ?            | 0          | 0,001    | Componente largo interno do anel δ                     |
| δ       | 48 300         | 4,1–6,1      | 2,2            | 0,3–0,6    | ?            | 0          | 0,001    |                                                        |
| λ       | 50 023         | 1–2          | 0,2            | 0,1–0,2    | ?            | 0?         | 0?       | Anel de poeira brilhante                               |
| ε       | 51 149         | 19,7–96,4    | 47             | 0,5–2,5    | 150?         | 7,9 × 10−3 | 0        | Pastoreado por Cordélia e Ofélia                       |
| ν       | 66 100–69 900  | 3 800        | 0,012          | 5,4 × 10−6 | ?            | ?          | ?        | Entre Pórcia e Rosalinda, pico de brilho aos 67 300 km |
| μ       | 86 000–103 000 | 17 000       | 0,14           | 8,5 × 10−6 | ?            | ?          | ?        | Junto a Mab, pico de brilho aos 97 700 km              |